# Milagro económico japonés

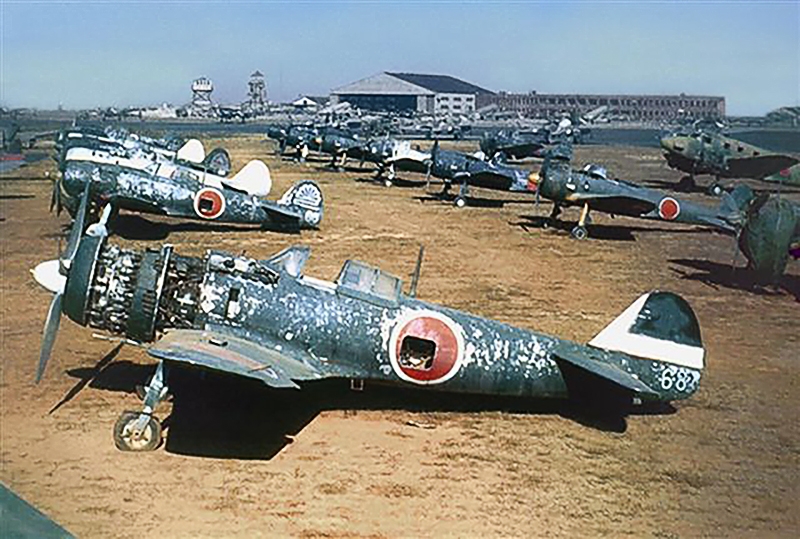
Aviones de guerra Ki-84 destruidos en un aeródromo militar (1945). Los cimientos de la industria aeronautica japonesa sobrevivieron a la guerra.

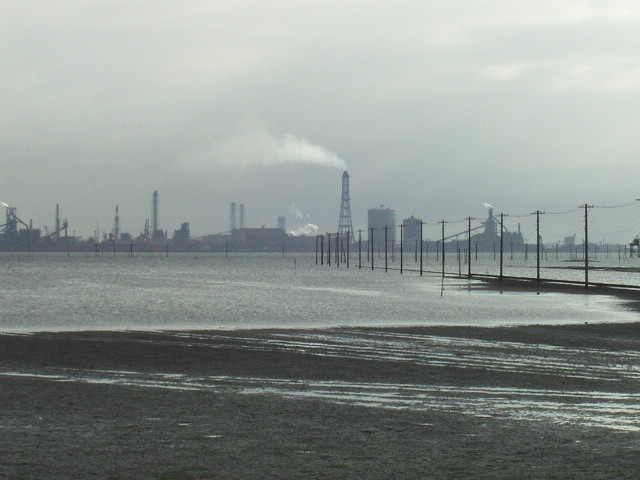
La industria japonesa relacionada con el carbón y los metales experimentó una tasa de crecimiento anual del 25 % en la década de 1960, siendo destacable la planta siderúrgica de Nippon Steel Corporation en la prefectura de Chiba.

Se ha llamado milagro económico japonés (高度経済成長 en japonés) al elevado crecimiento económico vivido por Japón desde la década de 1960 hasta la década de 1980.
El crecimiento redujo su marcha notablemente al empezar la década de los noventa, en lo que se ha conocido como la década perdida, en gran parte debido al fracaso del Banco de Japón de bajar las tasas de interés con la suficiente rapidez para contrarrestar los efectos del colapso de la burbuja inmobiliaria sufrida a finales de los años 1980. Algunos economistas piensan que a causa de esto, Japón entró en una denominada trampa de la liquidez, aun cuando, para entonces, Japón se había convertido en una de las diez economías nacionales más fuertes del planeta.

## Historia

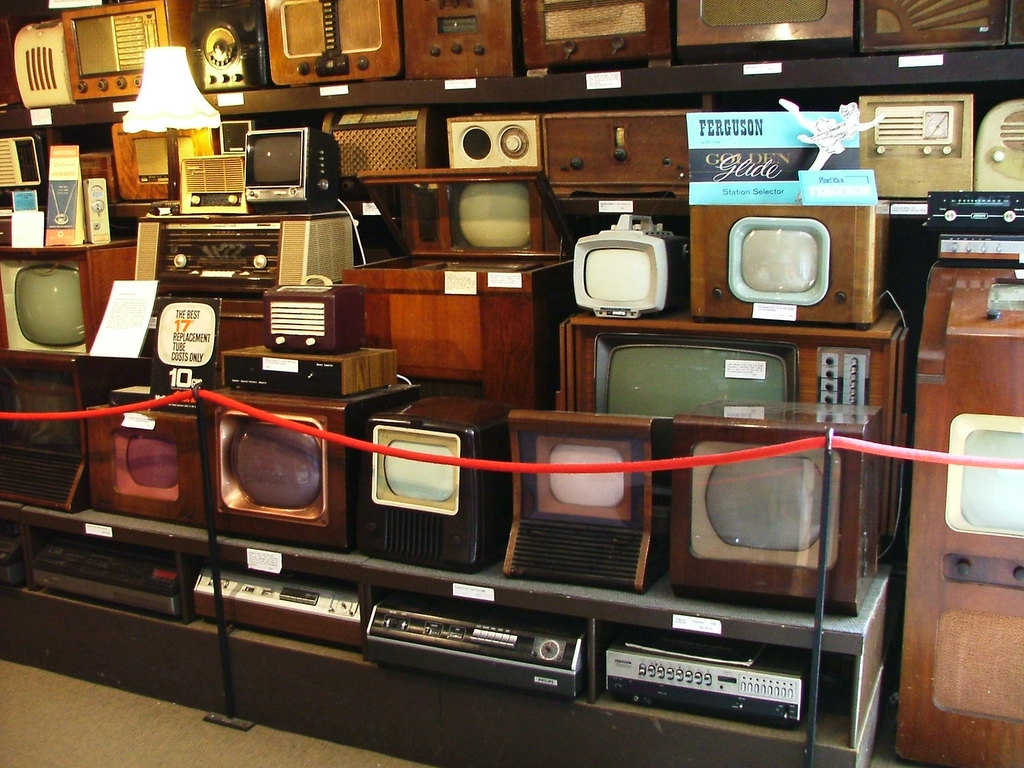
Televisores de fabricación japonesa fabricados durante el auge económico.

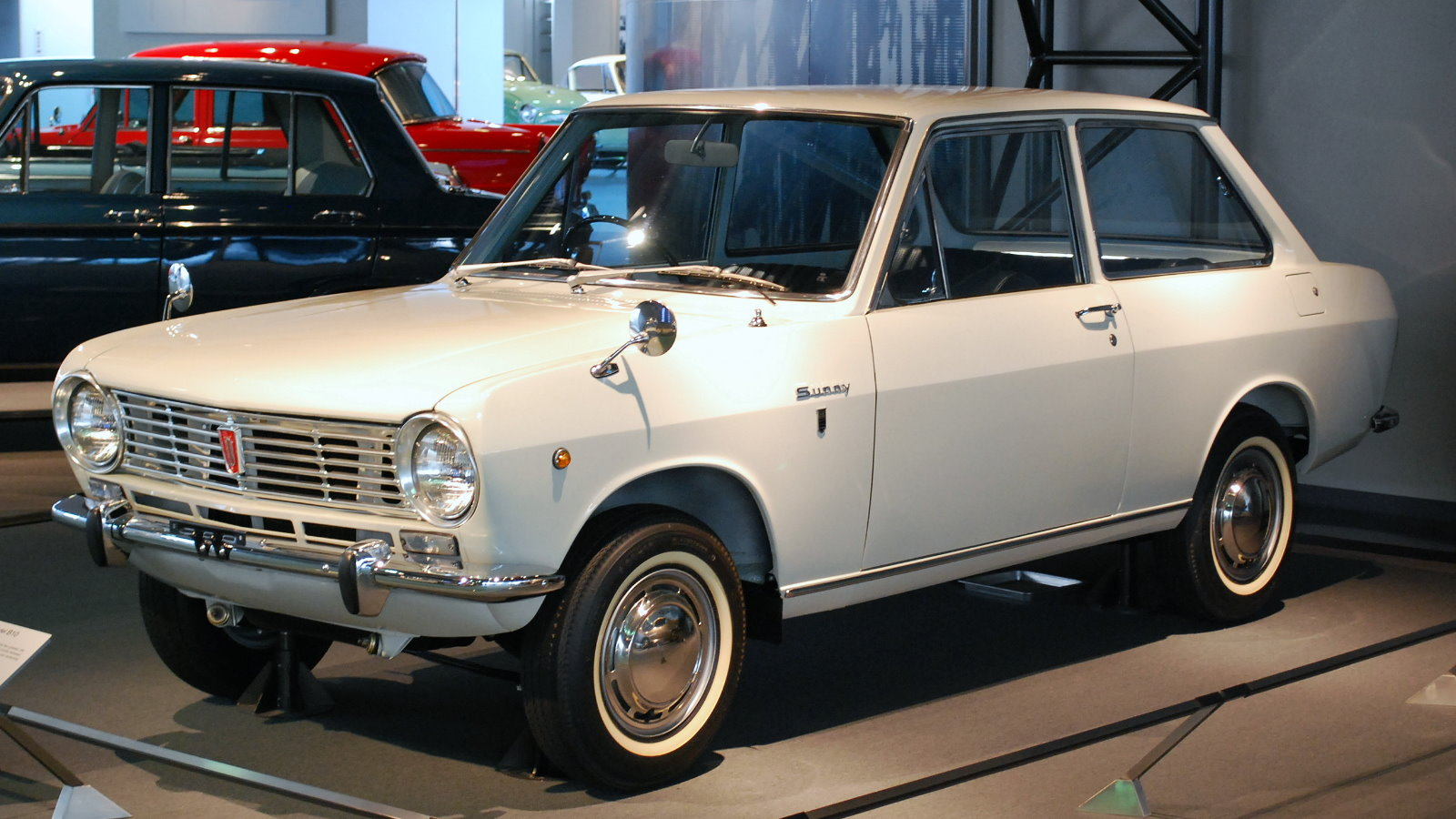
El Nissan Sunny de bajo costo se convirtió en un símbolo de la clase media japonesa en la década de 1960.

Después de la derrota en la Segunda Guerra Mundial, se dio el caso que los países vencidos en la contienda, y que habían sufrido mayores destrucciones como resultado de la guerra (por ejemplo Alemania e Italia) iniciaron un espectacular crecimiento económico que no solamente buscaba la reconstrucción de su aparato productivo y comercial sino que inclusive trataba de superar el poderío económico existente antes de la  guerra. Esto, asimismo, generó un progreso político y social en dichas naciones.

### Situación hasta 1945
Históricamente, Japón ha sido un país pobre en recursos naturales, dependiente de las importaciones de petróleo y carbón para la operatividad de su economía, y en constante necesidad de importar casi toda la materia prima necesaria para su industrialización, como metales y combustible, lo cual motivó que el imperio japonés prontamente se anexase la isla de Taiwán y la península de Corea a inicios del siglo XX.
Las exigencias de atender la producción de armamentos mellaron la capacidad japonesa de producir bienes de consumo, y presionaron aún más la capacidad industrial del país, siendo que las continuas derrotas a manos de EE. UU. entre 1943 y 1944 habían aumentado las presiones económicas sobre Japón. De hecho, el gobierno japonés impuso un esfuerzo militar de la guerra que movilizó toda la industria pesada, y se obtuvo una gran experiencia en temas de organización industrial y de formación de mano de obra, sobre todo la mano de obra femenina e infantil.
Tras los triunfos estadounidenses en la campaña filipina y luego en Iwo Jima y en Okinawa permitieron que la aviación estadounidense bombardeara, casi sin oposición, territorio metropolitano japonés en una serie de incursiones devastadoras sobre los centros industriales japoneses como Tokio, Osaka, y Kobe, además de cortar sus suministros de caucho y combustibles de Indonesia. Así, cuando las bombas atómicas estadounidenses fueron lanzadas sobre las ciudades de Hiroshima y Nagasaki en agosto de 1945, la economía nipona ya estaba en grave crisis para seguir manteniendo el esfuerzo bélico y no podía producir el armamento suficiente para la defensa del país

### Tras larendición de agosto de 1945
Japón sufrió la ocupación de las fuerzas estadounidenses dirigidas por el general Douglas MacArthur después que el país aceptara el 15 de agosto de 1945 la capitulación sin condiciones exigida por el bando aliado en la Segunda Guerra Mundial conforme a la Conferencia de Potsdam. El objetivo de la ocupación era impedir que Japón se convirtiera nuevamente en una amenaza para su seguridad. Con ese propósito EE. UU. acometió la des-militarización de Japón, y se cerraron las fábricas destinadas a la industria bélica. 
Un factor clave fue que la derrota de 1945 causó que Japón perdiera todas sus conquistas bélicas que le aseguraban acceso a materias primas y que el Imperio nipón volviera a sus fronteras de 1890. Tras la derrota, la situación empeoró con el regreso forzado de seis millones de japoneses repatriados desde las excolonias, el pago de indemnizaciones de guerra a China, la URSS y otras potencias vencedoras. Como consecuencia de la guerra y la ocupación estadounidense, Japón perdió el 42% de la riqueza nacional y el 44% de la capacidad industrial; además el país había perdido todos sus territorios de ultramar, mientras su población sobrepasaba la cifra de los 80 millones en un país que dependía de la importación de alimentos para sostener a su población. 
La demanda interna descendió con la interrupción de la producción y el comercio exterior se hallaba restringido por las fuerzas de ocupación aliadas. La ocupación norteamericana no permitió en los primeros dos años la reparación de las destrucciones, ni la elaboración de una política estratégica para la reconstrucción económica, en tanto la principal preocupación de la administración de Harry S. Truman era la desmilitarización de Japón y asegurar al resto de aliados -sobre todo China y la URSS- que Japón no volvería a ser fuente de belicismo y expansionismo.

### Cambios durante la ocupación estadounidense

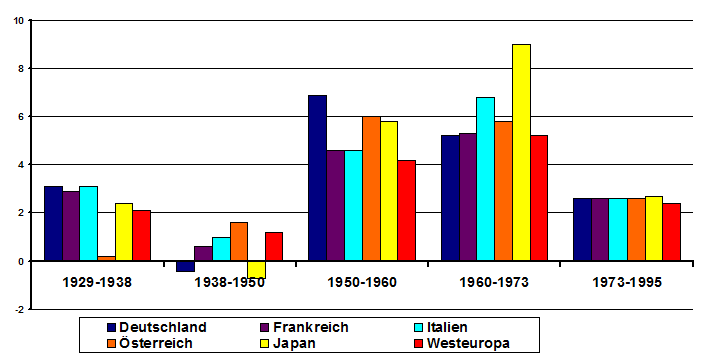
Crecimiento promedio de la productividad de Alemania, Francia, Italia, Austria, Japón y Europa Occidental durante la Edad de oro del capitalismo en comparación con los períodos anteriores y posteriores (en alemán).

Como país vencido de la guerra, Japón sufrió la ocupación militar decidida por los vencedores y materializada en el "Comando Supremo de Potencias Aliadas" o SCAP por sus siglas en inglés, pero tal ocupación prácticamente estuvo en manos de solamente las fuerzas estadounidenses dirigidas por el general Douglas MacArthur, a quien el gobierno de Washington D. C. otorgó poderes cuasi gubernamentales sobre Japón. Según las potencias ocupantes, el objetivo base de la ocupación era impedir que Japón se convirtiera nuevamente en una amenaza para su seguridad y con esta finalidad:
- Se ejecutó la desmilitarización del país.
- Se cerraron las fábricas de material bélico y se desactivaron los zaibatsu, grupos económicos que regían la economía nacional.
- Se desmovilizó las fuerzas armadas, y se impidió a Japón mantener tropas de cualquier especie.
- Se redactó una nueva Constitución fijando la renuncia para siempre a la guerra y violencia como medio de solucionar disputas internacionales.
- Se juzgó a los principales dirigentes del Japón imperial como criminales de guerra en los Procesos de Tokio.
- Se descriminalizó a las castas sociales, se suprimieron los privilegios de la aristocracia.
- La Constitución instauró una monarquía constitucional basada en el modelo británico, reduciendo drásticamente el poder político del emperador, y de hecho se obligó al emperador Hirohito a negar su divinidad.

Más tarde se estableció la nueva constitución de 1947, la cual fijó al gobierno con base en una monarquía parlamentaria y dispuso una firme separación de los poderes. El Poder Legislativo en dos cuartas partes elegía al primer ministro que sería único jefe del Poder Ejecutivo, mientras que el emperador asumiría un rol puramente protocolar, sin influencia política. Con esto, Japón dejaba atrás el modelo monárquico inspirado en Prusia e instaurado tras la Restauración Meiji que permitía al emperador una amplia influencia sobre ministros y decisiones gubernamentales. 
En lo que se refiere al comercio, Estados Unidos advirtió que, pese a la destrucción causada por la guerra, el capital humano japonés conservaba sus conocimientos y aptitudes, por lo cual se impulsó la reconstrucción económica del país. Con el fin de alejar a Japón de la URSS, los EE. UU. se convirtieron en el principal inversionista extranjero de Japón, además de su primer socio comercial y mercado principal de las exportaciones niponas, con cual la balanza comercial japonesa se equilibró en gran medida.

### Las políticas delmilagro
Un impulso fundamental para el cual Japón logró este llamado Milagro provino de la guerra de Corea, tras la cual los Estados Unidos apoyaban el resurgimiento de la industria pesada japonesa y permitieron la rehabilitación de las personas comprometidas con el antiguo régimen, incluyendo procesados como criminales de guerra reintegrados a la vida civil para ocupar cargos políticos de menor rango o dirigir empresas. En el contexto de la Guerra Fría, la nueva administración civil japonesa expulsó a los comunistas de los cargos administrativos, en la industria y enseñanza, para así mantener la alianza con Estados Unidos.[cita requerida]
En paralelo, desde 1950 los gobiernos japoneses bajo el mando del destacado diplomático Shigeru Yoshida (quien había sido encarcelado durante la guerra al promover un acuerdo de paz con los estadounidenses) impulsaban la inversión privada dentro de un esquema de libre mercado, pero ahora privilegiando la industria tanto de bienes de capital como de bienes de consumo destinada a la exportación, e la firme convicción que ahora el comercio internacional debía ser el motor principal de la economía nacional al haberse perdido las "colonias imperiales" que ofrecían materia prima a bajo costo. 
En paralelo, Japón estimuló notablemente las inversiones empresariales en tecnología, dando preferencia a la investigación y desarrollo técnico como base para el crecimiento económico, y dejando de lado la simple reiteración de métodos productivos de preguerra, insistiendo en la "mejora continua" de proyectos y productos. Una característica de la reconstrucción japonesa fue la imitación de los modelos estadounidenses de administración de empresas (como el Training Within Industry) pero siempre mejorando tales modelos en la medida de lo posible. También se importó tecnología estadounidense de modo masivo, pero no solamente con fines de copia sino de mejorar continuamente dicha tecnología hasta hacerla superior al modelo primigenio. 
Si bien los salarios reales se mantuvieron bajos, y se desalentó en la práctica a los sindicatos, se compensó ello con un sistema de amplios subsidios estatales en salud y educación, copiando los esquemas del New Deal estadounidense, hasta que el crecimiento económico permitió que la oferta y demanda generase un incremento real en los ingresos del proletariado japonés y, sobre todo, una mejor en el nivel de vida de la población.
Así, a finales de la década de 1960 Japón superaba a cada país de Europa Occidental en cuanto al aumento del producto nacional bruto, y se había transformado, después de los Estados Unidos, en la mayor potencia industrial mundial, destacando no solamente por volumen de producción industrial sino por la elevada calidad técnica de ésta, precisamente por el impulso gubernamental a la I+D de las empresas japonesas.
La economía japonesa incluso ocupó el primer puesto mundial por su tasa de crecimiento en 1964 según el Banco Mundial. Este crecimiento, y las ansias de mostrar la recuperación nacional motivó al gobierno japonés a solicitar (y lograr) la realización de los XVIII Juegos Olímpicos. Estos en efecto se celebraron en Tokio el año 1964, lo que significó una mejora de infraestructuras de la capital nipona así como una exhibición pública y mundial sobre el avance de la reconstrucción.

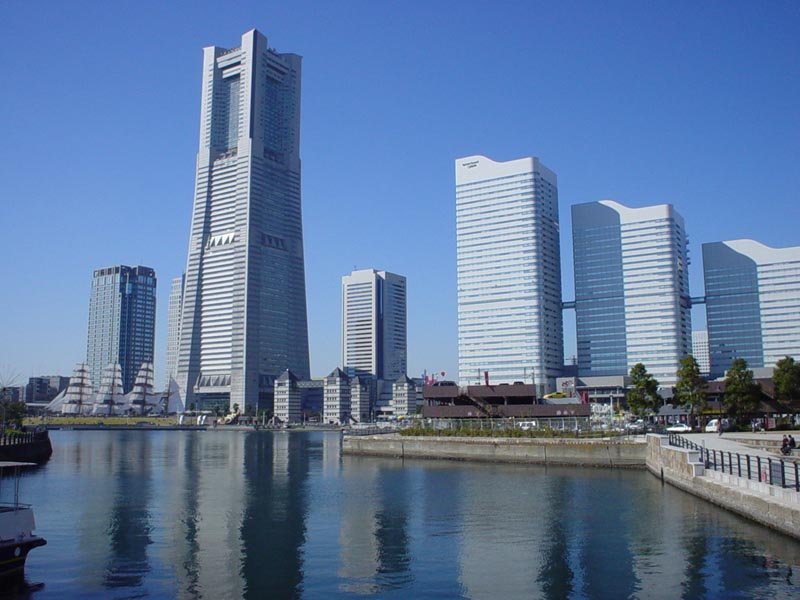
Yokohama, centro financiero.

Alemania y Japón en los años sesenta tenían más del 60% de la población ubicada en edades comprendidas entre los 15 y 59 años. En esa época se produce el apogeo de los países industriales. En Alemania y Japón la producción industrial global en los años 70’ superaba el 50%. Esta industria repercutió en todo el mundo y alcanzó los mayores márgenes de crecimiento. Como los productos industriales fueron los motores del intercambio internacional, ambos países ocuparon una posición de potencia comercial de primer orden.
Finalmente, la Exposición Mundial de Osaka, que tuvo lugar en 1970, demostró que el país había restablecido su posición en el comercio internacional: en 1971 Japón era el tercer país exportador más importante del mundo, después de Estados Unidos y de Alemania Occidental, y el quinto en importaciones.